# Nordstromia japonica
Nordstromia japonica là một loài bướm đêm thuộc họ subhọ Drepaninae. Nó được tìm thấy ở Nhật Bản và Trung Quốc (Hồ Nam và Szechwan).